# باب الشعرية (حي)
باب الشعرية هو حي شعبي قديم وعريق من أحياء القاهرة، عُرف بهذا الاسم نسبة إلى طائفة من البربر، يقال لهم بنو الشعرية، وباب الشعرية هو أحد بابين كانا في جزء من السور الشمالي الذي شيده بهاء الدين قراقوش وزير السلطان صلاح الدين الأيوبي، وكان ذلك الجزء من السور الشمالي به باب البحر وباب الشعرية، وكان يمتد بين الناصية الشمالية الغربية لحصن القاهرة الفاطمي، وبين قلعة المقس التي بنيت عند ضفة النيل في ذلك الوقت وكان موضعها مجاوراً لجامع أولاد عنان الحالي في مكان جامع المقس الذي كان قد شيده الحاكم بأمر الله.
بقى باب الشعرية حتى سنة 1884 فقد سجل في كراسة لجنة حفظ الآثار العربية في تلك السنة أن أجزاء منه كانت باقية، ومنها لوحة بالخط الكوفي، كما شوهد رسم نسر محفور على حجرين من الأنقاض، وكان النسر رنكاً (أي شارة) لصلاح الدين الأيوبى. ولا زالت المنطقة حول الباب تسمى بـباب الشعرية كما عرف به ميدان كبير.

## التاريخ والتسمية
شيد باب الشعرية القائد صلاح الدين الأيوبي في السور الشمالي بين باب البحر والخليج المصري. وينسب اسمه إلى طائفة عتيقة من البربر من أحلاف لواتة الليبية سكنت بجواره قبل انهياره، وكانوا يشتهرون باسم بنو الشعرية. ويقع حي باب الشعرية حالياً بين حي العباسية شرقاً وحي باب الخلق والسيدة زينب جنوباً، وقد أطلق علماء الحملة الفرنسية على باب الشعرية اسم باب العدوى لوجوده مقابل جامع العدوى الكائن بأول شارع الفجالة عند تقاطعه بشارع بورسعيد.

## حريق 2019
في 26 يونيو 2019، نشب حريق هائل في عمارة سكنية تضم معارض أحذية بميدان باب الشعرية، وسط العاصمة القاهرة، من دون وقوع خسائر في الأرواح. ودفعت إدارة الحماية المدنية في القاهرة بسيارات الإطفاء في محاولة للسيطرة على الحريق، إثر تصاعد ألسنة اللهب بشكل كبير، في حين سارعت قوات الإطفاء إلى إخلاء العقار من السكان، خشية حدوث إصابات بينهم نتيجة الاختناقات، بسبب تصاعد الأدخنة الناتجة عن الحريق.
واستخدمت قوات الإطفاء خزانات المياه لإخماد الحريق، بعد أن تمكن الأهالي من إخلاء المحلات من العاملين قبل وصول المطافئ، وذلك بوضع سلالم لإنزال الموجودين داخل المحلات حفاظا على أرواحهم. وتولت النيابة العامة التحقيق في الواقعة؛ حيث أمرت بندب خبراء المعمل الجنائي لبيان وتحديد أسباب الحادث، وطلبت كذلك تحريات المباحث (الشرطة) حول الواقعة، وسماع شهود العيان لمعرفة ملابسات الحادث.
وصرح رئيس حي باب الشعرية، اللواء ماهر هاشم، أن تماسًا كهربائيًّا بأحد أجهزة التكييف تسبب في اندلاع نيران بأحد العقارات التي تحوي محلات بنطاق الميدان، مشيرًا إلى أن الحماية المدنية تمكنت من إخماد النيران دون وقوع خسائر في الأرواح. وتبين من الفحص الأولي نشوب الحريق نتيجة تماس كهربائي، وأسهم في اشتعال الحريق بعض المواد الكيميائية اللاصقة التي تستخدم في صناعة الأحذية.

## أهم المعالم
- مستشفى سيد جلال الجامعي.

## الأعلام
- محمد عبد الوهاب
- نجيب الريحاني
- أيمن نور الذي تولى مقعد مجلس الشعب لمدة دورتين متتاليتن عن دائرة باب الشعرية، وخاض انتخابات الرئاسة المصرية 2005 م
- عبد المنعم مدبولي
- إبراهيم حمودة
- محمد الكحلاوي من قاطني باب الشعرية.
- ماهر العطار من مواليد حي باب الشعرية.
- الشيخ محمود محمد رمضان من مواليد حي باب الشعرية.
- الفنان عزت العلايلي من مواليد حي باب الشعرية.